# Satower See
Der Satower See liegt in der Gemeinde Satow im Landkreis Rostock. Der See hat eine Nord-Süd-Ausdehnung von etwa 370 Metern und eine West-Ost-Ausdehnung von etwa 200 Metern. Der See ist bis auf den Nordteil von Straßen gesäumt, am Westufer verläuft die Kreisstraße 5 nach Kröpelin. Am Nordufer liegen die Schule, Sporthalle und Sportplatz der Gemeinde.